# Локомотив (футбольний клуб, Одеса)
«Локомотив» (Одеса) — радянський, а потім український футбольний клуб з Одеси.

## Історія
У дореволюційні роки і на початку існування СРСР «Локомотив» носив назву «Одеський гурток футболу залізничників», або скорочено ОКФ (рос. «Одесский кружок футбола»). До листопада 1935 року, тобто до появи спортивного товариства «Локомотив», команда називалася просто — «Залізничники».
У клубному заліку в 70-та і 80-та роки команда представляла резерв провідників і згадувалася в таблицях також під назвами «Провідник» і «Світлофор». У 60-ті роки дорослу команду залізничників виставляв колектив ВЧД № 3.

## Досягнення
- Кубок України 
  -  Фіналіст (1) — 1940

- Чемпіонат Одеської області
  -  Бронзовий призер (2) — 1974, 1976

- Кубок Одеської області з футболу
  -  Володар (3) — 1960, 1961, 1965
  -  Фіналіст (1) — 1971

- Чемпіонат Одеси з футболу
  -  Чемпіон (12) — 1916/17, 1922, 1940, 1955, 1956, 1957, 1960, 1966, 1981, 2000/01, 2001(осінь), 2004
  -  Срібний призер (8) — 1936, 1974, 1975, 1976, 1979, 1993/94, 2005, 2006
  -  Бронзовий призер (12) — 1911/12, 1917/18, 1924, 1939, 1961, 1967, 1972, 1973, 1983, 1999/2000, 2002, 2003

- Кубок Одеси з футболу
  -  Володар (5) — 1940, 1960, 1965, 1971, 2001
  -  Фіналіст (7) — 1958, 1959, 1966, 1999/2000, 2002, 2003, 2007